# 多賀城市立多賀城小学校
多賀城市立多賀城小学校（たがじょうしりつ たがじょうしょうがっこう）は、宮城県多賀城市伝上山一丁目にある公立小学校。明治時代の創立である。現在の校舎は2007年に完成した。

## 沿革

### 歴史

#### 明治・大正期
1873年（明治6年）7月15日、笠神村黄龍山西園寺を仮校舎とし、「第一中学区三十五番笠神天真小学校」の校名で誕生した。
学制に基づき1875年（明治8年）、宮城県では「第一中学区（64の小学区で構成）」に仙台、宮城郡、黒川郡、加美郡として、第二中学区（103の小学区で構成）に志田郡、遠田郡、桃生郡、牡鹿郡として、第三中学区（63の小学区で構成）に伊具郡、刈田郡、柴田郡、名取郡、亘理郡、宇田郡とした。第一中学区の64校中、現在の多賀城市域で開校した小学校は多賀城小学校のほか「二十七番山王小学校」（南宮村慈雲寺を仮校舎に7月開校）と「二十八番高崎小学校」（高崎村化度寺を仮校舎に同年7月7日開校）があった。
1879年（明治12年）3月、高崎小学校が廃校となり八幡小学校に合併、5月には笠神天真小学校も西園寺の仮校舎から西ノ神の新校舎に正式移転した。
1884年（明治17年）3月、笠神小学校と八幡小学校の合併に伴い、八幡小学区のうち浮島が山王小に八幡、高崎が笠神小に編入され、学区は次のとおりとなった。
- 笠神小学区 笠神 下馬 大代 留ヶ谷 東田中 八幡 高崎
- 山王小学区 南宮 山王 新田 高橋 市川 浮島

上記の学区は1961年（昭和36年）の多賀城市立多賀城東小学校開校まで基本的に変化はなかった。またこの年、校名が「笠神中等小学校」となる。
- 1884年（明治17年） - 笠神中等小学校に改称。
- 1886年（明治19年） - 笠神尋常小学校に改称。
- 1890年（明治23年） - 長年の懸案だった移転先が笠神村石崎一番（現住所近辺）に決定する。
- 1891年（明治24年） - 新校舎完成、移転。
- 1901年（明治34年） - 笠神尋常高等小学校に改称、以後1929年（昭和4年）まで校名の変更は行われていない。

新校舎移転後、1926年（大正15年）までの間は生徒の増加や小学校令改正にともない校舎の増改築や用地の拡張がはかられ、多賀城小学校の原形はこの時代に概ね作られている。
※「二十八番高崎小学校」は1879年（明治12年）3月に廃校となり、現存している小学校は現在において、多賀城小学校と山王小学校である。

#### 昭和期
- 1929年（昭和4年）5月4日 - 本校名称を「多賀城尋常高等小学校」に改称。1873年の開校以来、本校名に一貫して付けられていた「笠神」は、「多賀城」に変わった。
- 1941年（昭和16年） - 国民学校令が公布され「多賀城国民学校」に改称[1]。

### 年表
- 1873年（明治6年）7月15日 - 第一中学区三十五番笠神天真小学校として開校
- 1940年（昭和15年） - 校歌制定
- 1947年（昭和22年） - 多賀城村立多賀城小学校と改称
- 1950年（昭和25年） - 校章・校旗制定
- 1951年（昭和26年） - 多賀城町立多賀城小学校と改称
- 1971年（昭和46年） - 多賀城市立多賀城小学校と改称
- 1989年（平成元年） - 「青葉児童会の歌」制定
- 2004年（平成16年） - 現屋内運動場完成
- 2007年（平成19年） - 現校舎全面完成

## 通学区域
- 多賀城市
  - 東田中2丁目の一部（1番から10番まで、13番から28番まで及び38番の一部）[2]
  - 中央1丁目-3丁目
  - 留ヶ谷1丁目-3丁目
  - 伝上山1丁目-4丁目
  - 下馬1丁目-2丁目、5丁目の一部（1番から3番まで）
  - 八幡3丁目の一部（2番から6番まで、7番の一部及び8番の一部）、4丁目（3番から8番まで）
  - 桜木1丁目、桜木3丁目

## 進学先中学校
- 多賀城市立多賀城中学校
- 多賀城市立高崎中学校